# Xigüipilincan
Xigüipilincan är en ort i Mexiko.   Den ligger i kommunen Santiago Tuxtla och delstaten Veracruz, i den sydöstra delen av landet, 400 km öster om huvudstaden Mexico City. Xigüipilincan ligger 87 meter över havet och antalet invånare är 485.
Terrängen runt Xigüipilincan är platt åt sydväst, men åt nordost är den kuperad. Runt Xigüipilincan är det ganska tätbefolkat, med 111 invånare per kvadratkilometer. Närmaste större samhälle är San Andres Tuxtla, 15,5 km öster om Xigüipilincan. Omgivningarna runt Xigüipilincan är en mosaik av jordbruksmark och naturlig växtlighet.